# Sascha Licht
Sascha Licht (* 27. September 1974) ist ein deutscher Fußballspieler und Trainer, der im rechten Mittelfeld spielt.

## Karriere
Licht begann seine Karriere beim VfL Neustadt in Neustadt bei Coburg. Später wechselte er zu Viktoria Coburg. Nach guten Leistungen kam er in die Jugend des 1. FC Nürnberg. In der Saison 1992/93 stand er das erste Mal im Bundesligakader des Vereins. Am 24. Spieltag der Saison gab er sein Bundesliga-Debüt nach einer Einwechselung gegen den FC Schalke 04. Bis 1994 kam er auf keinen weiteren Einsatz in der Bundesliga und wechselte dann zu Dynamo Dresden. Dort wurde er in der Bundesliga-Saison 1994/95 ebenfalls nur einmal eingesetzt. Nach der Saison verließ Licht den Verein und wechselte zum damaligen Regionalligisten SC Weismain, wo er auf Anhieb Stammspieler wurde. Trotz guter Leistungen konnte Licht den Abstieg des Vereins in der Saison 1998/99 nicht verhindern. Zwischen 1999 und 2003 spielte er dann in der 2. Bundesliga für den SV Waldhof Mannheim und kam dort auf 93 Zweitliga-Spiele und 20 Tore. Zwischen 2003 und 2005 ging er dann nochmal in die Regionalliga Süd zu den Kickers Offenbach. Nach 18 Regionalligaspielen beendete Sascha Licht 2005 dort seine Karriere und wechselte als Spielertrainer zum FC Germania Forst. Dort schaffte er zunächst den Aufstieg in die Landesliga Mittelbaden, in der Saison 2008/09 stieg der Verein im 100-jährigen Jubiläumsjahr in die Verbandsliga Nordbaden auf. Licht war nur noch sporadisch als Spieler tätig; im Dezember 2009 folgte die Trennung. Anschließend war Sascha Licht beim FV Hambrücken (2010/11) sowie TSV Stadtsteinach (2012/13) als Spielertrainer tätig.

## Einsätze
- 1. Bundesliga: 2/0 Tore
- 2. Bundesliga: 93/20
- Regionalliga: 97/46

## Privates
Sascha Licht hat eine Tochter und einen Sohn.